# 世界恐怖之夜!
《世界恐怖之夜!》（日文：世界の怖い夜!），是TBS電視台在每年的夏天及冬天播放的紀錄類的特別節目。偶而在春天也會有。因此每年兩回至三回。
此節目的前身為2008年8月開始到2012年3月為止播放的《世界的恐怖影片》（日文：世界の恐怖映像）。

## 播放列表
※放送日期與時間以日本標準時間為準。收視率是以Video Research以關東地區調查的數據。
| 回數   | 放送日         | 日文標題                                                     | 中文標題                                                    | 備註          | 收視率 |
| ------ | -------------- | ------------------------------------------------------------ | ----------------------------------------------------------- | ------------- | ------ |
| 第1回  | 2008年3月1日   | 世界の恐怖映像2008! 本当にコワい絶叫スクープ50連発大放出SP   | 世界恐怖影片2008! 真正恐怖的獨家尖叫50連發大放送SP          |               | 12.0%  |
| 第2回  | 2009年1月13日  | 世界の恐怖映像2009! 本当にコワい絶叫スクープ50連発!!         | 世界恐怖影片2009! 真正恐怖的獨家尖叫50連發                  |               | 12.0%  |
| 第3回  | 2010年7月29日  | 世界中の恐怖映像2010 こんな映像なぜ撮れた超コワい絶叫動画50! | 世界恐怖影片2010! 為什麼會拍到這樣的影片超恐怖超尖叫動畫50! |               | 11.4%  |
| 第4回  | 2011年8月4日   | 世界の恐怖映像2011!! 超コワイ絶叫動画SP                      | 世界恐怖影片2011! 超恐怖尖叫動畫sp                          |               | 11.1%  |
| 第5回  | 2011年9月6日   | 世界の恐怖映像2011 超コワい絶叫動画ベストオブベスト！        | 世界恐怖影片2011 超恐怖尖叫動畫Strike of the Best           |               |        |
| 第6回  | 2012年1月5日   | 初出し世界の恐怖映像 超絶叫200%最強版!                       | 年初世界恐怖影片 超尖叫200%最強版                           |               | 9.8%   |
| 第7回  | 2012年3月28日  | 世界の恐怖映像2012! 超凄い! ありえない! 春の絶叫祭り最強SP   | 世界恐怖影片2012! 超驚人! 不可思議! 春的尖叫祭最強SP        | 19:00 - 20:49 |        |
| 第8回  | 2012年8月30日  | 世界の怖い夜 ～夏休み最後の絶叫SP～                          | 世界恐怖之夜 ～暑假最後的尖叫SP～                           |               |        |
| 第9回  | 2012年12月22日 | 世界の怖い夜！ 今夜はサンタも絶叫SP                          | 世界恐怖之夜！ 今晚聖誕老人也尖叫SP                         |               |        |
| 第10回 | 2013年7月24日  | 世界の怖い夜～真夏に震える绝叫スペシャル                     | 世界恐怖之夜～盛夏發抖尖叫Special                           |               | 11.8%  |
| 第11回 | 2013年12月21日 | 世界の怖い夜！ 今夜はサンタも絶叫SP                          | 世界恐怖之夜！ 今晚聖誕老人也尖叫SP                         |               |        |
| 第12回 | 2014年7月16日  | 世界の怖い夜 真夏に震える絶叫SP                              | 世界恐怖之夜！盛夏發抖尖叫SP                                |               |        |
| 第13回 | 2014年10月29日 | 世界の怖い夜 スゴイの撮れちゃったSP                          | 世界恐怖之夜！驚嚇的攝影實錄SP                              |               |        |
| 第14回 | 2015年7月22日  | 「世界の怖い夜！」夏休み猛暑もぶっ飛ぶ絶叫ＳＰ               | 「世界恐怖之夜！」酷熱的暑假也驚聲尖叫SP                    |               |        |
| 第15回 | 2015年12月26日 | 世界の怖い夜！トイレの花子さんが来たSP                       | 世界恐怖之夜！廁所裡的花子來了SP                            |               |        |
| 第16回 | 2016年3月30日  | 世界の怖い夜！春休み! 大絶叫SP                               | 世界恐怖之夜！春假！大尖叫SP                                |               |        |
| 第17回 | 2016年8月3日   | 世界の怖い夜！夏休み背筋も凍る大絶叫ＳＰ                     | 世界恐怖之夜！暑假背脊也發寒大尖叫SP                        |               |        |
| 第18回 | 2017年1月25日  | 世界の怖い夜···最後のイタコ&本当にあった怖いドラマ           | 世界恐怖之夜···最後的潮來&真的存在的恐怖戲劇                |               |        |

## 出演者
主持人
- 田村淳(伦敦靴子)  - 第8回以後
- 宇垣美里（日语：宇垣美里）(TBS的播報員)  - 第14回以後

旁白
- 立木文彦
- 中村義洋
- 近藤智（日语：近藤サト）
- 寺瀬今日子（日语：寺瀬今日子）

靈學研究家
- 池田武央

### 來賓

#### 第1回
- 東國原英夫（當時為宮崎縣知事）
- 大槻義彦（日语：大槻義彦）
- 的場浩司
- 澤村一樹
- 西岡純子（日语：にしおかすみこ）
- 山里亮太（南海甜心（日语：南海キャンディーズ））
- 针千本（日语：ハリセンボン (お笑いコンビ)）（近藤春菜、箕輪遙（日语：箕輪はるか））
- AKB48

#### 第2回
- 東國原英夫
- 土田晃之
- NON STYLE（井上裕介（日语：井上裕介 (お笑い芸人)）、石田明（日语：石田明））
- 佐藤里香
- 木口亞矢

## 過去出演者
主持人
- Tutorial（德井義實・福田充德） - 第1回～第2回
- 青木裕子（日语：青木裕子）（當時為TBS的播報員） - 第1回
- 雨后敢死队（日语：雨上がり決死隊）（宮迫博之・螢原徹） - 第3回～第7回
- 田村亮(伦敦靴子)  - 第8回
- 大地真央 - 第2回
- 田中美奈實（當時為TBS的播報員） - 第11回～第12回
- 枡田繪理奈（當時為TBS的播報員） - 第13回

旁白
- 来宮良子
- 谷昌樹（日语：谷昌樹）

## 相關項目
- 毛骨悚然撞鬼經驗
- 毛骨悚然撞鬼現場
- 毛骨悚然撞鬼之夜